# Яманоути, Сугао
Сугао Яманоути (яп. 山内 清男 Яманоути Сугао, 2 января 1902, Токио, Япония — 29 августа 1970) — японский археолог. В последнее время был профессором университета Сэйдзё в Токио. Один из ведущих исследователей Периода Дзёмон. Используя метод стратиграфии разработал подробную типологию «верёвочной керамики» и полную относительную хронологию периода Дзёмон. Он также определил, как именно с помощью растительных волокон наносили узоры на дзёмонскую керамику.

## Биография
Родился 2 января 1902 года в токийском историческом районе Ситая (яп. 下谷区 Ситая-ку), который был расположен в западной части нынешнего специального района Тайто.

## Труды (избранные)
- Сугао Яманоути: 日本旧石器時代 («Японский Палеолит»). Iwanami, 1982, ISBN 978-4-0-0420209-7
- Сугао Яманоути: 日本先史土器図譜・第一部―関東地方・第一輯~第十輯 («Фотосправочник доисторической японской глиняной посуды» — Региона Канто). 1939—1941
- Сугао Яманоути: 日本考古学の秩序 («Методы японской археологии»). Minerva Nr. 4, Kanrinshōbo, 1936